# Парсиан
Парсиан (перс. پارسیان‎) — город в южной части Ирана, в остане Хормозган. Административный центр шахрестана Парсиан. Расположен на берегу Персидского залива. Ранее город назывался Гавбенди.
Население по данным на 2012 год составляет 12 088 человек; по данным переписи 2006 года оно насчитывало 10 549 человек.